# Suimanga de Hofmann
El suimanga de Hofmann (Cinnyris hofmanni) és un ocell de la família dels nectarínids (Nectariniidae).

## Hàbitat i distribució
Habita el bosc miombo de l'est de Tanzània.

## Taxonomia
Ha estat considerat una subespècie del suimanga de Shelley (Cinnyris shelleyi). Actualment són considerades espècies diferents.